# Kingston, Nova Scotia
Kingston är en ort i Kanada.   Den ligger i provinsen Nova Scotia, i den sydöstra delen av landet, 800 km öster om huvudstaden Ottawa. Kingston ligger 28 meter över havet och antalet invånare är 5 174.
Terrängen runt Kingston är platt västerut, men österut är den kuperad. Närmaste större samhälle är Greenwood, 2,1 km söder om Kingston. 
I omgivningarna runt Kingston växer i huvudsak blandskog. Runt Kingston är det glesbefolkat, med 18 invånare per kvadratkilometer.